# Trạm xá

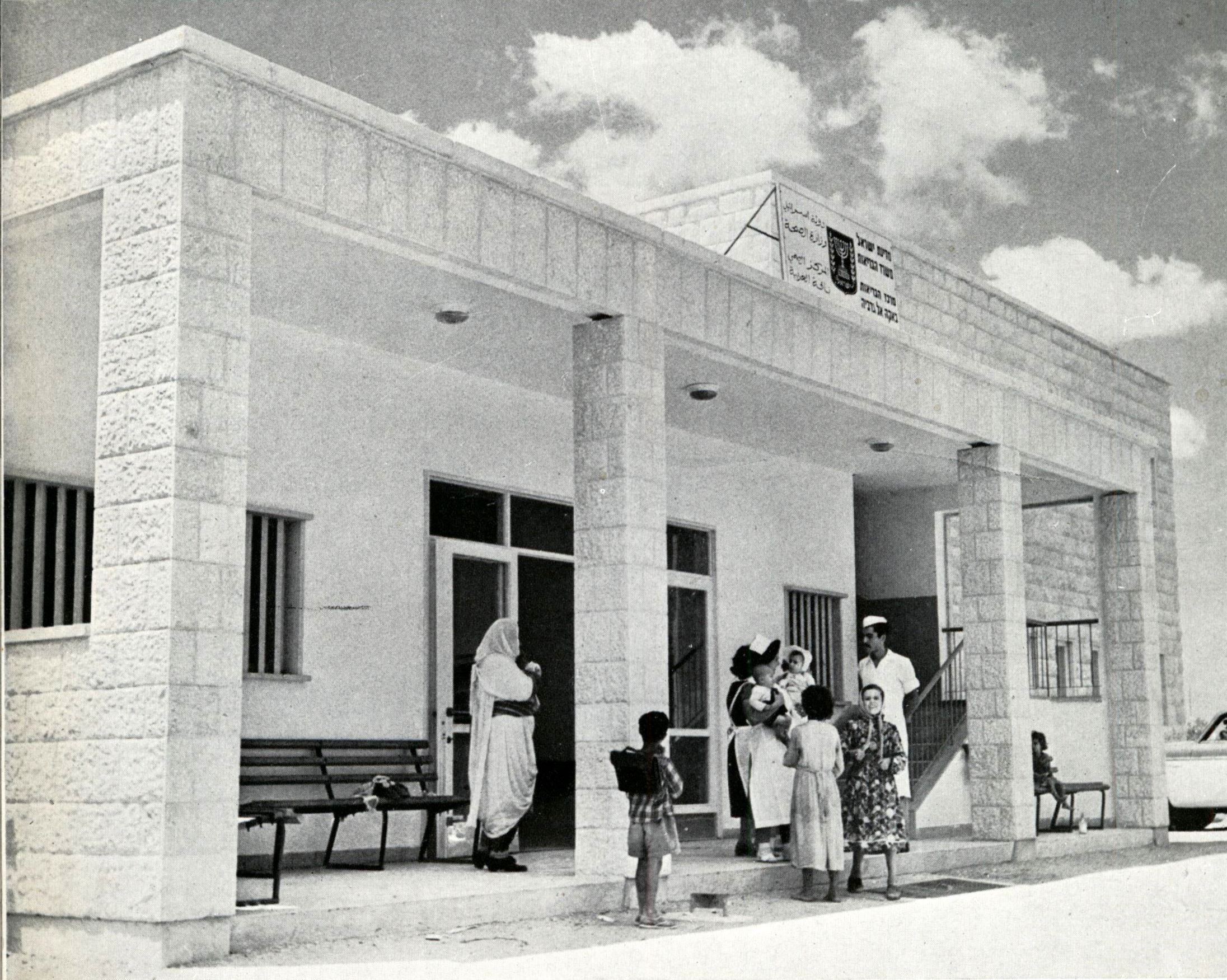
Một trạm xá ở vùng nông thôn

Trạm xá hay bệnh xá là một cơ sở y tế được đặt tại các vùng nông thôn, vùng sâu, vùng xa có nhiệm vụ đảm nhận việc chẩn đoán, khám, chữa bệnh ban đầu hoặc tạm thời đối với các bệnh nhân ở địa phương không có điều kiện chuyển lên các bệnh viện hiện đại và to lớn hơn do thời gian yêu cầu trị bệnh hoặc vì đường sá không thuận lợi. Thông thường trạm xá thực hiện các nhiệm vụ khám và chữa bệnh cho những ca cấp cứu mang tính khẩn cấp, cán bộ y tế ở đây thường thực hiện sơ cứu đối với một số ca bệnh như rắn cắn, đứt chân tay, ngộ độc thực phẩm, gãy xương... hoặc đỡ đẻ.
Sau khi thực hiện xong sơ cứu nếu vượt quá khả năng của trạm xá thì bệnh nhân sẽ được chuyển lên tuyến trên (các trung tâm y tế hoặc các bệnh viện trong thành phố). Trạm xá đầu tiên được thành lập vào năm 1827 bởi ông Astley Cooper khi ông này cho xây một số trạm ở vùng Piccotts, gần Hemel Hempstead và là bệnh viện đầu tiên cung cấp các dịch vụ y tế miễn phí. Sau đó hình thức này dần đã trở nên mở rộng khắp trong vùng và sau đó trở nên phổ biến bênh cạnh hình thức bệnh viện. Trạm xá thường do y tá quản lý.

## Vị trí, vai trò

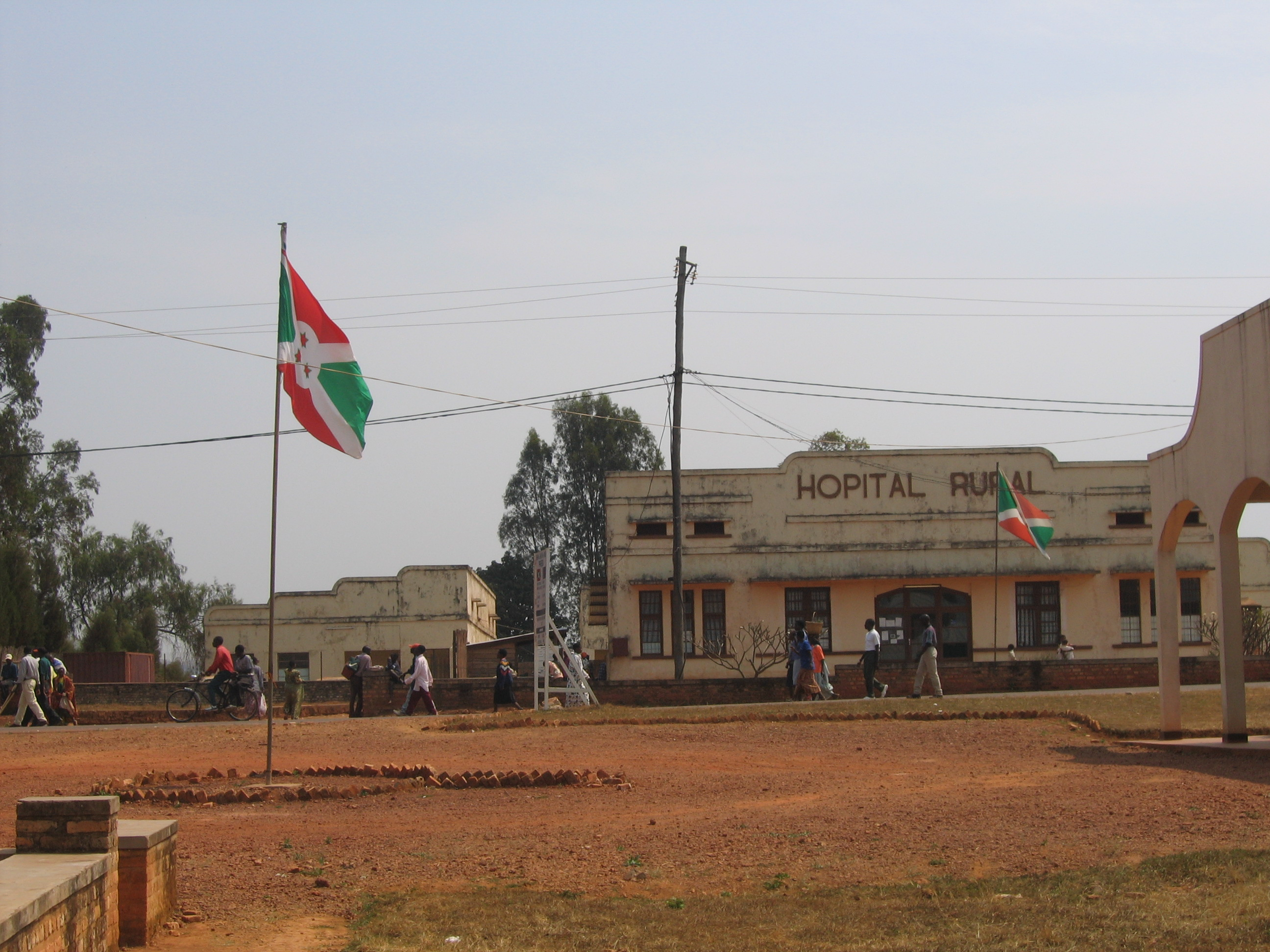
Một trạm xá ở Ruyigi, Burundi đang phục vụ cho người dân địa phương

Trạm xá có một vai trò quan trọng trong hệ thống y tế, đây là nơi thực hiện việc sơ cứu, khám chữa bệnh ban đầu và là cơ sở y tế gần nhất khi có tai nạn xảy ra. Hình thức trạm xá phù hợp với điều kiện kinh tế khó khắn (ở nông thôn, ngoại ô) hoặc các điều kiện về địa lý (vùng sâu, vùng xa, vùng cao) tuy nhiên trạm xá được trang bị sơ sài so với bệnh viện chính quy.
Khái niệm ban đầu của trạm xá một bệnh viện nhỏ một nông thôn hẻo lánh với quy mô khoảng 25 giường. Một lợi thế của trạm xá tại các làng là sự quen thuộc các bác sĩ địa phương có thể có với bệnh nhân của họ có thể ảnh hưởng đến điều trị của họ và chi phí chữa trị phù hợp cho những bệnh nhân nghèo. Ở Việt Nam, trạm xá là một trong những nội dung trong việc xây dựng cơ sở hạ tầng ở vùng nông thôn bao gồm: "Điện, đường, trường, trạm".

## Một số trạm xá trên thế giới
- Trạm xá Turriff
- Fleming Vivianeville
- Trạm xá Stephen
- Wells, Norfolk
- Castle Douglas
- Lochmaben
- Grosse Pointe Farms, Michigan
- Stretford Memorial